# Рунге, Отто
О́тто Вильге́льм Ру́нге (нем. Otto Wilhelm Runge; 23 июля 1875, Гюстебисе — 1 сентября 1945, Берлин) — немецкий антикоммунист, боец фрайкора, участник подавления Восстания спартакистов. Получил известность как один из убийц Карла Либкнехта и Розы Люксембург 15 января 1919 года. Впоследствии состоял в нацистской партии. После окончания Второй мировой войны арестован в советской зоне оккупации, скончался в заключении.

## Работа и служба
Родился в одной из деревень Меркиш-Одерланда, которая в настоящее время входит в состав Польши. Перебрался в Берлин, работал металлообработчиком и сварщиком. В годы Первой мировой войны служил рядовым гусаром в Гвардейской кавалерийской стрелковой дивизии — под командованием генерала Гофмана и капитана Пабста.
Во время Ноябрьской революции Гвардейская кавалерийская стрелковая дивизия сыграла важную роль в формировании «белого» движения фрайкоров. Убеждённый антикоммунист Отто Рунге принадлежал к окружению Вальдемара Пабста. Активно участвовал в подавлении марксистского Восстания спартакистов.

## Роль в убийстве Либкнехта и Люксембург
15 января 1919 года фрайкор Пабста при участии Отто Рунге захватил основателей Коммунистической партии Германии Карла Либкнехта и Розу Люксембург. Рунге охранял вход в Эден-отель, где содержались захваченные.
После краткого допроса и совещания офицеров было принято решение о бессудном убийстве. Выполняя приказ Пабста, Рунге наносил Либкнехту и Люксембург удары прикладом в голову. Очевидцы утверждают, будто при этом Рунге произносил слова: «Они не должны уйти».

Краткий допрос в «Эден-отеле», где базировался штаб, после чего Либкнехт и Люксембург поступают в распоряжение лейтенанта Германа Сушона и кавалериста Отто Рунге. Рунге бьёт прикладом, Сушон достреливает.

В антикоммунистических источниках роль Рунге в убийстве иногда явно преувеличивается, утверждается, будто он имел с Люксембург личные счёты (чему не приводится подтверждений) и подчёркивается его принадлежность к рабочему классу. С другой стороны, существует устойчивая версия, что, в отличие от других фрайкоровцев, Рунге получил от Пабста денежное вознаграждение за участие в убийстве.

## Суд и приговор
Несколько участников убийства Либкнехта и Люксембург были привлечены к судебной ответственности. 11 апреля 1919 года полиция арестовала Отто Рунге. Он обвинялся в покушении на убийство и разбойном нападении с применением оружия. Свои действия Рунге объяснял состоянием аффекта. Суд приговорил Отто Рунге к 2 годам тюрьмы, 4 годам поражения в гражданских правах и увольнению с военной службы. В смягчении приговора участвовал Вильгельм Канарис.
Приговор утверждался на уровне правительства. Министры полагали приговор слишком мягким, но оставили его в силе, поскольку формально Рунге не являлся непосредственным убийцей — смерть Либкнехта и Люксембург наступила не от ударов прикладом, а от огнестрельных ранений. Отто Рунге отбыл двухлетнее заключение — единственный из подсудимых (остальные, в том числе Герман Сушон, Рудольф Липман, Генрих Штиге, так или иначе сумели избежать реального наказания).

## Премия в Третьем рейхе
В 1933 году Отто Рунге вступил в НСДАП. В 1934 власти Третьего рейха наградили Рунге денежной премией в 6 тысяч рейхсмарок.
С 1941 Рунге находился на пенсии. Проживал в Берлине под именем Вильгельм Радольф.

## Арест и смерть
13 июня 1945 года Отто Рунге был арестован в Берлине советской оперативной группой. На допросе он дал показания о событиях 15 января 1919 года. Рунге рассказал, в частности, что конвоировал тогда будущего президента ГДР Вильгельма Пика, которому Пабст после допроса позволил уйти в качестве вознаграждения за откровенные показания.
70-летний Отто Рунге скончался под советским арестом 1 сентября 1945 года.